# Кенні Аделеке
Ендрю Кехінде «Кенні» Аделеке (нар. 10 лютого 1983) — нігерійсько-американський професійний баскетболіст, який 12 сезонів виступав у НБА, Європі, Азії та Латинській Америці. У 2006—2007 роках його визнали найкращим у підбираннях серед гравців Ізраїльської баскетбольної Прем'єр-ліги.

## Ранні роки
Народився у Лагосі, Нігерія, Аделеке виріс у Брукліні, Нью-Йорк, де він грав у баскетбол і теніс у місцевій школі. Під час юніорського сезону Аделеке у середньому набирав 19 очок і 12 підбирань. Перемігши «Бенджамін Кардозо» у серії ігор і набравши 18 очок і 14 підбирань. Також в овертаймі переміг багаторічного лідера «Авраама Лінкольна», набравши 25 очок і 12 підбирань. Зрештою команда вилетіла у чвертьфіналі плей-офф, поступившись «Аврааму Лінкольну» в PSAL в овертаймі, на грі він набрав 25 очок і 13 підбирань. Він став сьомим форвардом країни за версією ESPN.com, серед його досягнень 14 очок і 14 підбирань у баскетбольному таборі для школярів ABCD. Серед відомих учасників табору, зокрема були Едді Каррі, Кваме Браун, Моріс Вільямс, Бен Гордон. Також виграв нагороду All Star MVP у престижному таборі Five Star All Star, набравши 22 очки та 12 підбирань. Серед учасників були Кармело Ентоні та Себастьян Телфейр.

## Студентська кар'єра
Аделеке вступив до Університету Де Поля, але потім перевівся в університет Гофстра. На першому курсі він став новачком року. Серед його вдалих матчей ігри проти «Сірак'юс Оранж» (20 очок, 9 підбирань), проти «Кент Стейт Голден Фішес» (25 очок, 11 підбирань), проти «Джордж Мейсон Петріотс» (23 очки,10 підбирань). На другому курсі він набирав у середньому 16,1 очка, зокрема 18 очок і 9 підбирань проти «Гонзага Булльдогс», 24 очки 19 підбирань проти «Манхеттен» і 19 очок 21 підбирання проти учасника «Вілінгтон Сігоукс». На старших курсах він перейшов до Гартфорда і набирав у середньому 20,7 очок і 13 підбирань, посівши друге місце в країні після Пола Міллсапа.

## Професійна кар'єра
Після того, як він залишився необраним на драфті НБА 2006 року, він підписав контракт з «Нью-Йорк Нікс», щоб брати участь у Літній лізі 2006 у Лас-Вегасі. Під час передсезону НБА 2006 він зіграв 2 ігри з «Сіетл Суперсонікс», набравши 2 очки з 2–2 штрафних кидків за 2 хвилини проти «Лос-Анджелес Лейкерс».
Аделеке продовжив грати в Ізраїлі та виступав за «Хапоель Галіл Еліон», де він грав разом із ветераном НБА Омрі Касспі, набираючи у середньому 16 очок і 10 підбирань. Сезок 2006—2007 став для Аделеке дуже успішним: він очолював рейтинг ізраїльської ліги за кількістю підбирань. Він набрав 28 очок і 9 підбирань, а також 22 очки і 12 підбирань в матчах проти «Єрусалима». У матчі проти «Маккабі» зробив 19 очок і 11 підбирань, а також 22 підбирання і 12 підбирань у плей-оф програвши у півфіналі «Маккабі».
Аделеке підписала контракт із «Сіетл Суперсонікс» для участі у Літній лізі 2007 року.
Він також грав в Італії за «Наполі» і в Туреччині за «Хаджеттепе Юніверсіті».
11 січня 2013 року Аделеке приєднався до «Спрингфилд Армор» з Ліги розвитку НБА.
27 січня 2015 року він підписав контракт з венесуельським «Тротамундос де Карабобо». 14 травня 2015 року він підписав контракт з «Атенієнсес де Манаті» з Вищої Ліги Пуерто-Рико з баскетболу.
У жовтні 2015 року він підписав контракт з уругвайським клубом «Атлетіко Гоес».
Сезон 2016—2017 Аделеке розпочав з «Фінал Генчлік» з Першої баскетбольної ліги Туреччини, зіграв у 19 матчах. Він набирав у середньому за гру 14 очок і 14 підбирань, що став найвищим середнім показником підбирань того сезону у європейських змаганнях. На початку березня 2017 року він підписав контракт з ліванським клубом «Хекмех», і у матчі проти чемпіона Лівану «Аль-Ріяді» йому вдалося заробити 20 очок і 17 підбирань.
У 2017 році він провів 11 ігор за «Фуерза Регіа» з мексиканського Національної професійної баскетбольної ліги. У січні 2018 року він підписав контракт з «Еспаньйол де Талька» з Національної баскетбольної ліги Чилі.

## Особисте життя
Його ім'я «Аделеке» мовою йоруба означає «корона досягає щастя».